# Poroszlay Kristóf
Poroszlay Kristóf (Tatabánya, 1985. május 2. –) magyar színművész.

## Életpályája
2000-2004 között a budapesti Vörösmarty Mihály Gimnázium drámatagozatán tanult. 2006-2009 között a Kaposvári Egyetem színművész szakos hallgatója volt. 2009-től a Szegedi Nemzeti Színház színésze.

## Fontosabb színházi szerepei
- Mihail Bulgakov: Iván, a rettentő – Pátriárka / rendőr
- William Shakespeare: Vízkereszt, vagy amit akartok – Orsino herceg, Illíria uralkodója
- Fábián Péter: Kacsa – Játsszák
- Joël Pommerat: A két Korea újraegyesítése – Szereplők
- Marc Norman – Tom Stoppard – Lee Hall: Szerelmes Shakespeare – Marlowe
- Dale Wasserman: Kakukkfészek – Cheswick
- Joseph Stein – Jerry Bock – Sheldon Harnick: Hegedűs a háztetőn – Mendel, a rabbi fia
- Lőrinczy Attila: Élve megégetve – boszorkánytéboly – ZAHORÁN ÁKOS, tiszti ügyész
- Lőrinczy Attila: Élve megégetve – boszorkánytéboly – Szintis ember
- Molnár Ferenc: Játék a kastélyban – Titkár
- Székely Csaba: Mária országa – STEFANO CORRADI, nápolyi ajtónálló
- Székely Csaba: Mária országa – SĘDZIWOJ PAŁUKA, krakkói főkapitány
- Székely Csaba: Mária országa – KÓRÓGYI ISTVÁN, királyi ajtónálló
- Darvas Benedek – Pintér Béla: Parasztopera – Feri
- Martin McDonagh: Nagyon, nagyon, nagyon sötét dolog – Barry
- Presser Gábor-Sztevanovity Dusán: A padlás – Révész és Barrabás
- Anton Pavlovics Csehov: Sirály – Szemjon Szemjonovics Medvegyenko, tanító
- Kovács Márton-Mohácsi testvérek: Johanna, avagy maradjunk már emberek – Szereplők
- László Miklós: Illatszertár – Asztalos úr
- Mihail Bulgakov: Molière, avagy az álszentek összeesküvése – BARTHOLOMÉ ATYA, vándorszerzetes
- Litvai Nelli: Világszép Nádszálkisasszony – Idősebb királyfi; Fakó Lovacska, majd Villám, a csődör
- Dés-Nemes-Böhm-Korcsmáros-Horváth: Valahol Európában – Egyenruhás
- William Shakespeare: Szentivánéji álom – Puck és Philostrat
- Molnár Ferenc: Színház / Előjáték Lear királyhoz – Dr. Ernő (a féltékeny férj)
- Papp András–Térey János: Kazamaták – Nikkel
- Peter Shaffer: Amadeus – Wolfgang Amadeus Mozart
- Friedrich Dürrenmatt: János király – FALCONBRIDGE RÓBERT, a Fattyú öccse, LORD ESSEX, MÁSODIK HÓHÉR, János szolgálatában
- Gábor Andor: Dollárpapa – Kercseligethy Iván, a fia
- Ödön von Horváth: Mesél a bécsi erdő – Alfréd
- Mihail Afanaszjevics Bulgakov: Menekülés – Tyihij, a kémelhárító osztály vezetője
- Carlo Collodi-Litvai Nelli: Pinokkió – Meggyesorrú, Kanóc
- Moliére: Tartuffe – VALÉR, Mariane szerelme
- Ion Luca Caragiale: Az elveszett levél – SZERKESZTŐ ÚR, ügyvéd, a Kárpáti Harsona szerkesztője és kiadója, a Román Gazdasági Ébredés enciklopédikus társas egylet alapító elnöke
- Molnár Ferenc: Az üvegcipő – Gál kapitány; Írnok
- Arany János-Gimesi Dóra: Rózsa és Ibolya – Nadragulya, a Mostoha szolgája
- Nyikolaj Vasziljevics Gogol: Játékosok – Glov, a fia
- Mary Shelley: Frankenstein – Victor Frankenstein, egyetemi hallgató
- Bertolt Brecht – Paul Dessau: Kurázsi mama és gyermekei – Az óbester
- William Shakespeare: Ahogy tetszik – Voice hunter boys
- Pozsgai Zsolt: A Vasgróf – Lékai János, fiatal merénylő, egyetemista
- Georges Feydeau: A hülyéje – Rédillon
- William Shakespeare: Othello, a velencei mór – Rodrigo, velencei ifjú úr
- Friedrich Dürrenmatt: Az öreg hölgy látogatása – 1. vak, Karl
- Katona József: Bánk bán – Solom mester
- Pozsgai Zsolt: Pipás Pista – Vecsernyés Mihály (fiatal napszámos)
- Dale Wasserman: La Mancha lovagja – Pedro, összvérhajcsár főnök
- John Steinbeck: Egerek és emberek – Carlson
- Bernstein – Laurents – Sondheim: WEST SIDE STORY – Riff
- VALLA ATTILA – SZIKORA RÓBERT: MACSKAFOGÓ – Grabowski
- Friedrich Schiller: HARAMIÁK – Kosinsky
- Anton Pavlovics Csehov: HÁROM NŐVÉR – Rode, hadnagy
- William Shakespeare: A MAKRANCOS HÖLGY – Biondello
- Charles Dickens-Sebestyén Rita: Karácsonyi ének – Adománygyűjtő / Pedellus / Harmonikás
- Molière/B.: A KÉPZELT FÖSVÉNY BETEG – Valér, Dr. Anzelm titkára, Angelíz szerelmese
- MOLNÁR FERENC: Liliom – Egy csirkefogó élete és halála – Mindenféle rendőrök földön és mennyben
- FENYŐ MIKLÓS – TASNÁDI ISTVÁN: Aranycsapat – Púp Gyula
- JÉKELY ZOLTÁN: Az aranyszőrű bárány – Gergő juhász
- NYIKOLAJ VASZILJEVICS GOGOL: Háztűznéző – Sztyepan, Padkaljószin szolgája

## Filmográfia
- Chili vagy Mango (2013)
- Drága örökösök (2019)